# Kyōko Nagatsuka
Kyōko Nagatsuka (Chiba, 22 de fevereiro de 1974) é uma ex-tenista profissional japonesa.